# Microcythere nealei
Microcythere nealei is een mosselkreeftjessoort uit de familie van de Microcytheridae. De wetenschappelijke naam van de soort is voor het eerst geldig gepubliceerd in 1977 door Joy & Clark.